# Йордански арабски език
Йорданският арабски (араб. اللهجة الأردنية) е континуум от взаимно разбираеми разновидности на левантийския арабски, говорен от населението на Кралство Йордания. Йорданските разновидности са семитски с лексикални влияния от английския, турския и френския. Те се говорят от повече от 6 милиона души и се разбират навсякъде в Леванта и, до различна степен, в други арабскоговорещи региони. Както във всички арабски страни, езикът в Йордания се характеризира с диглосия: стандартния арабски е официалният език, използван в повечето писмени документи и медии, докато всекидневните разговори се водят на регионалните диалекти.

## Граматика
Както книжовния арабски и иврит, йорданският арабски също е семитски език, но със значителни влияния, които се развиват през годините.

### Определителен член

#### ел-/ил-
Използва се в повечето думи, които не започват с гласна в началото на изречението. Свързва се за следващата го дума.
Напрмер: ил-бааб или ел-порт (вратата)

#### е()-
Изменено ел-, използвано в думи, започващи със съгласна, произведена от острието на езика (t, ṭ, d, ḍ, r, z, ẓ, ž, s, ṣ, š, n. Понякога /l/ and /j/ в зависимост от диалекта).
Например: ед-деск (чинът, бюрото), еж-жакет (якето), ес-секс (сексът) или хада ет-телефон (това е телефонът).

#### л'
Преминава в л', когато следващата дума започва с гласна.
Например: л'юниверсити (университетът), л'юниформ (униформата) или л'ēйн (окото)

### Местоимения
| Лични местоимения        | Лични местоимения |
| Ед. ч.                   | Мн. ч.            |
| ------------------------ | ----------------- |
| Ана                      | Ехна              |
| Инта (м. р.) Инти (ж.р.) | Инту              |
| Хууа (м.р) Хийе (ж.р)    | Хумме             |